# Mato (Cap Verd)
Mato és una vila a la part occidental de l'illa Brava a l'arxipèlag de Cap Verd. Està situada a l'interior muntanyós de l'illa, 2 km al sud-oest de la capital de l'illa Nova Sintra.